# Herbert Sirois

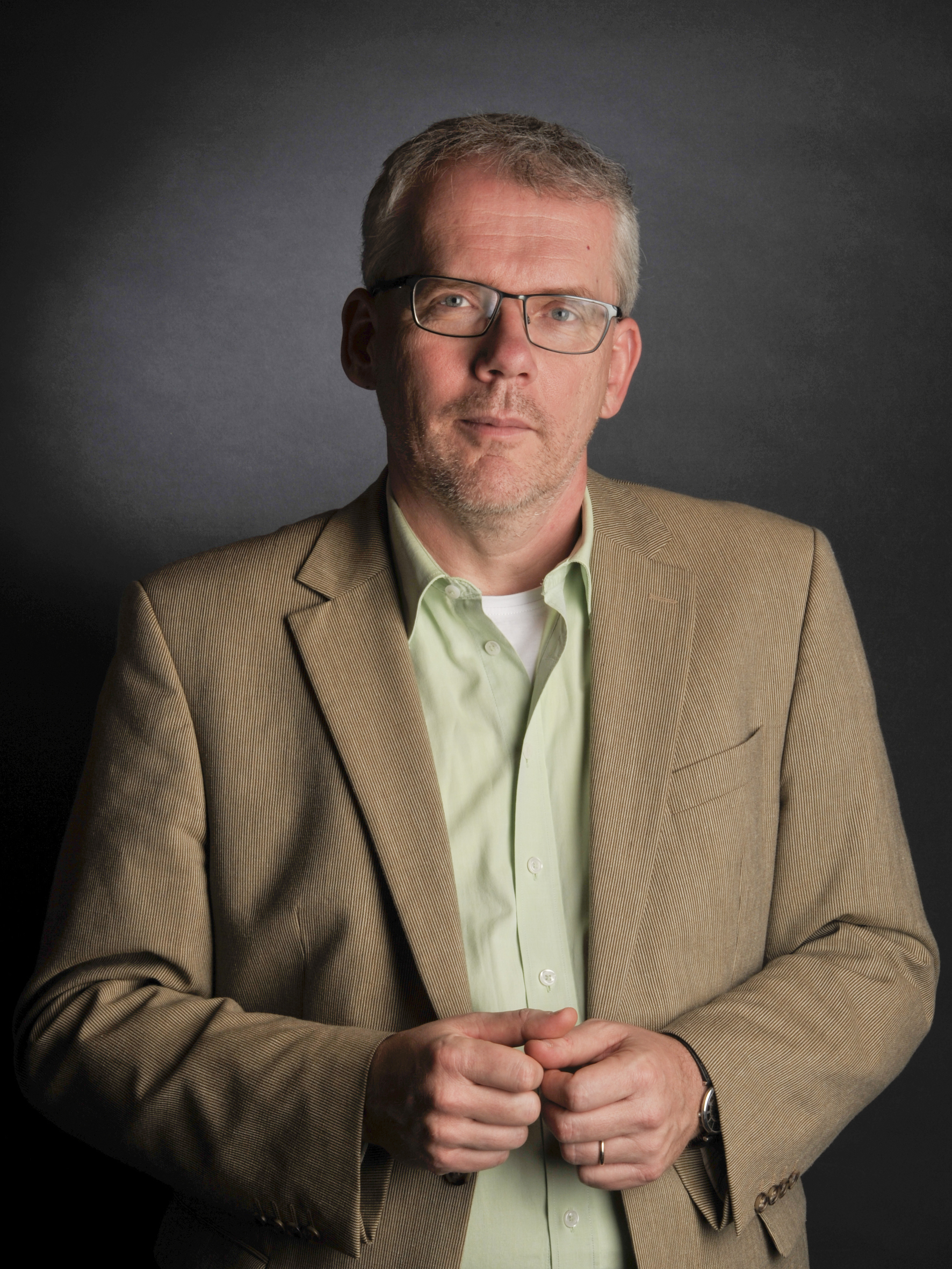
Herbert Sirois

Herbert Sirois (* 14. Juni 1965 in Feuchtwangen) ist ein deutscher Historiker, freiberuflicher Referent im Bereich der Sicherheitspolitik, Kommunalpolitiker und Umweltaktivist. Er unterrichtet an der Friedrich-Alexander-Universität Erlangen-Nürnberg und ist Verfasser einer Monographie zu den deutsch-amerikanischen Beziehungen.

## Leben
Herbert Sirois studierte von 1983 bis 1988 History and Behavioral Science an der University of Maine at Fort Kent und erreichte dort 1988 einen Bachelor (BA) in History und ein Associate of Arts Degree (AA) in Behavioral Science. In seinem Abschlussjahr wurde er auf der Spring 88 Dean’s List for Academic Excellence geführt. Außerhalb des Studiums war er zu dieser Zeit insbesondere bei den Americans for Democratic Action und Amnesty International sowie der studentischen Vertretung (Student Senate) engagiert. 1988 wechselte er an die Friedrich-Alexander-Universität Erlangen-Nürnberg (FAU) und belegte dort die Fächer Neueste Geschichte, Politikwissenschaft und Mittelalterliche Geschichte.
1991 schloss er das Studium in Erlangen mit einem Magister Artium (M.A.) ab. Seine Abschlussarbeit trägt den Titel: Atomic Demolition Munitions. Ein Beitrag zum nuklearen Dilemma der Bundesrepublik Deutschland.
1992 ging er als Wissenschaftlicher Mitarbeiter an die Technische Universität Dresden, studierte bei Reiner Pommerin und wurde 1996 mit einer Arbeit unter dem Titel Zwischen Illusion und Krieg. Deutschland und die USA 1933–1941 zum Dr. phil promoviert. Die Arbeit wurde mit summa cum laude bewertet und mit der Lohrmann-Medaille der TU Dresden prämiert.
1998 wechselte er innerhalb der TU Dresden auf die Position des Geschäftsführers des Zentrums für Internationale Studien. Er organisierte dort den Neuaufbau der Einrichtung und war an der Etablierung des bis heute hochangesehenen interdisziplinären Studiengangs Internationale Beziehungen beteiligt. Er war Teilnehmer am ersten Kernseminar der Bundesakademie für Sicherheitspolitik, eine der bis heute anerkanntesten sicherheitspolitischen Weiterbildungsveranstaltungen Deutschlands. Von Dresden wechselte er 2004 an die Friedrich-Alexander-Universität Erlangen-Nürnberg zurück und arbeitet dort als Akademischer Oberrat am Lehrstuhl für Neueste Geschichte und Zeitgeschichte. Seine Schwerpunkte in Forschung und Lehre liegen u. a. auf den transatlantischen Beziehungen, der europäischen Geschichte des 19./20. Jahrhunderts, der politischen Ideengeschichte, der politischen Geschichte und der Sicherheitspolitik.
Neben seiner akademischen Arbeit ist er engagiert als Redner und hat im Laufe der letzten Jahre in einer Vielzahl von Vorträgen, insbesondere zu Themen der inneren Sicherheit, der Sicherheitspolitik, der transatlantischen Beziehungen und der deutschen Nachkriegsgeschichte, Präsenz gezeigt.

## Politik
Politisch ist er in der Partei Bündnis 90/Die Grünen verankert, für die er im Kreistag des Landkreises Ansbach als einer der beiden Fraktionssprecher sitzt. Aktiv ist er seit vielen Jahren im Bund Naturschutz in Bayern, derzeit stellvertretender Vorsitzender der Kreisgruppe, und im Bürgerforum Wörnitztal mit Zukunft. Allianz für eine lebenswerte Heimat e.V., dort als Pressesprecher. Sein Hauptaugenmerk gilt dabei dem Kampf gegen den zunehmenden Flächenverbrauch in Bayern, seit Beginn der 2000er-Jahre insbesondere gegen das sogenannte InterFranken-Projekt. Bei der Bundestagswahl 2017 (vierter Platz mit 7,6 Prozent der Stimmen) und der Bundestagswahl 2021 (dritter Platz mit 11,2 Prozent der Stimmen) kandidierte er erfolglos im Bundestagswahlkreis Ansbach für ein Direktmandat.

## Veröffentlichungen
Bereits für seine Magisterarbeit zur Geschichte der Stationierung taktischer Nuklearwaffen in Deutschland hatte er über das Nukleargeschichtsprogramm (NHP) Zugang zu unveröffentlichten Akten des Bundesministeriums für Verteidigung, des Bundeskanzleramtes und des US-Department of Defense, was der Arbeit zum damaligen Zeitpunkt ein Alleinstellungsmerkmal zu dieser Thematik verlieh.
Für seine Dissertation zur Geschichte der deutsch-amerikanischen Beziehungen zwischen 1933 und 1941 forschte Sirois u. a. im Politischen Archiv des Auswärtigen Amtes in Bonn, der Roosevelt Library in Hyde Park, New York und im National Archive II, Maryland. Der Historiker Hans Fenske äußerte in einer Besprechung in der Frankfurter Allgemeine Zeitung vom 17. April 2001 die Meinung: „Der Gewinn, den die Studie bringt, liegt in der Herausarbeitung zahlreicher bislang nicht bekannter oder doch weniger beachteter Einzelheiten und damit in einer genaueren Konturierung des bekannten Gesamtbildes. Die Vermutungen, Roosevelt habe im Dezember 1941 vom bevorstehenden japanischen Angriff gewusst, verweist der Autor mit Recht in das Reich der Legende. Er unterstreicht aber die Bereitschaft Roosevelts, für die Durchsetzung der Pax Americana gegebenenfalls Krieg zu führen“.
In einer Reihe kleinerer Schriften sowie Artikeln in diversen Zeitungen und in Interviews widmet er sich insbesondere Themen der internationalen Beziehungen, der deutschen Geschichte und Fragen des Umwelt- und Naturschutzes.

## Schriften (Auswahl)
- Zwischen Illusion und Krieg. Deutschland und die USA 1933–1941, Schöningh, Paderborn 2000, ISBN 3-506-77505-7.
- (Hrsg.): Ernst-Otto Czempiel. Die Bedeutung internationaler Organisationen für die Ordnung der Welt, Dresdner Arbeitspapiere internationale Beziehungen - ZIS, Bd. 2, TU Dresden 2004, ISBN 3-86005-439-2.
- (Hrsg. mit Yvonne Hahn): Ukraine. Bilanz - Perspektive - Chancen. Beiträge einer Tagung an der Technischen Universität am 24./25. Oktober 2003, Dresdner Arbeitspapiere internationale Beziehungen - ZIS, Bd. 2, TU Dresden 2004, ISBN 3-86005-440-6.
- Ist der Weg das Ziel? Persönliche Reflexionen auf sechs Jahre des interdisziplinären Studiengangs „Internationale Beziehungen“ an der Technischen Universität Dresden (1998 bis 2004), in: Alexander Brand, Stefan Robel (Hrsg.): Internationale Beziehungen. Aktuelle Forschungsfelder, Wissensorganisation und Berufsorientierung. Festschrift zum 60. Geburtstag von Prof. Dr. phil. habil. Monika Medick-Krakau., TUDpress, Dresden 2008, ISBN 978-3-940046-71-0.
- Reeducation im Zeichen des US Information and Educational Exchange Act of 1948 (Smith-Mundt Act), in: Katharina Gerund, Heike Paul (Hrsg.): Die amerikanische Reeducation-Politik nach 1945. Interdisziplinäre Perspektiven auf »America’s Germany«, transcript Verlag, Bielefeld 2015, ISBN 978-3-8376-2632-2
- Die gestohlene Heimat - Die Geschichte des Fritz Präg (1894 - 1945), in: Feuchtwanger Heimatgeschichte 11, Feuchtwangen 2016.[12]